# 清水ジャンクション
清水ジャンクション（しみずジャンクション）は、静岡県静岡市清水区尾羽にある東名高速道路、新東名高速道路清水連絡路のジャンクションである。建設中の仮称は尾羽ジャンクション（おばねジャンクション）だった。構造はハート型（Y型）に見えるが、東名下り線→清水連絡路方面のみ左回りの急なループを設けた変則的な構造となっている。そのため、同方向のランプウェイでは事故が多発しており（後述）、清水連絡路本線への合流車線が非常に短いので運転には注意を要する。

## 歴史
- 2011年（平成23年）8月26日：当JCTの名称が「尾羽JCT（仮称）」から「清水JCT」に正式決定[3][4]。
- 2012年（平成24年）4月14日：新東名高速道路清水連絡路・清水JCT - 新清水JCT間開通に伴い、供用開始[5]。

## 接続する道路
- E1 東名高速道路（9-2番）
- E52 新東名高速道路清水連絡路（9-2番）

## ランプウェイ上での事故
当JCTの東名下り線から新東名清水連絡路へ向かうランプウェイは、東名と新東名を接続するジャンクションの中では最も急なカーブとなっており、ランプウェイ上では制限速度が40キロに設定されている。

このランプウェイ上では2012年4月14日の開通以来、急カーブを曲がり切れない車が側壁に衝突する事故が続発しており、同年7月11日には大型トラックがランプウェイから転落し運転手が死亡する事故も発生している。相次ぐ事故を受け、NEXCO中日本では同年9月末までに急カーブを知らせる注意喚起板の設置や矢羽板の増設などの安全対策を行う方針を決定した。

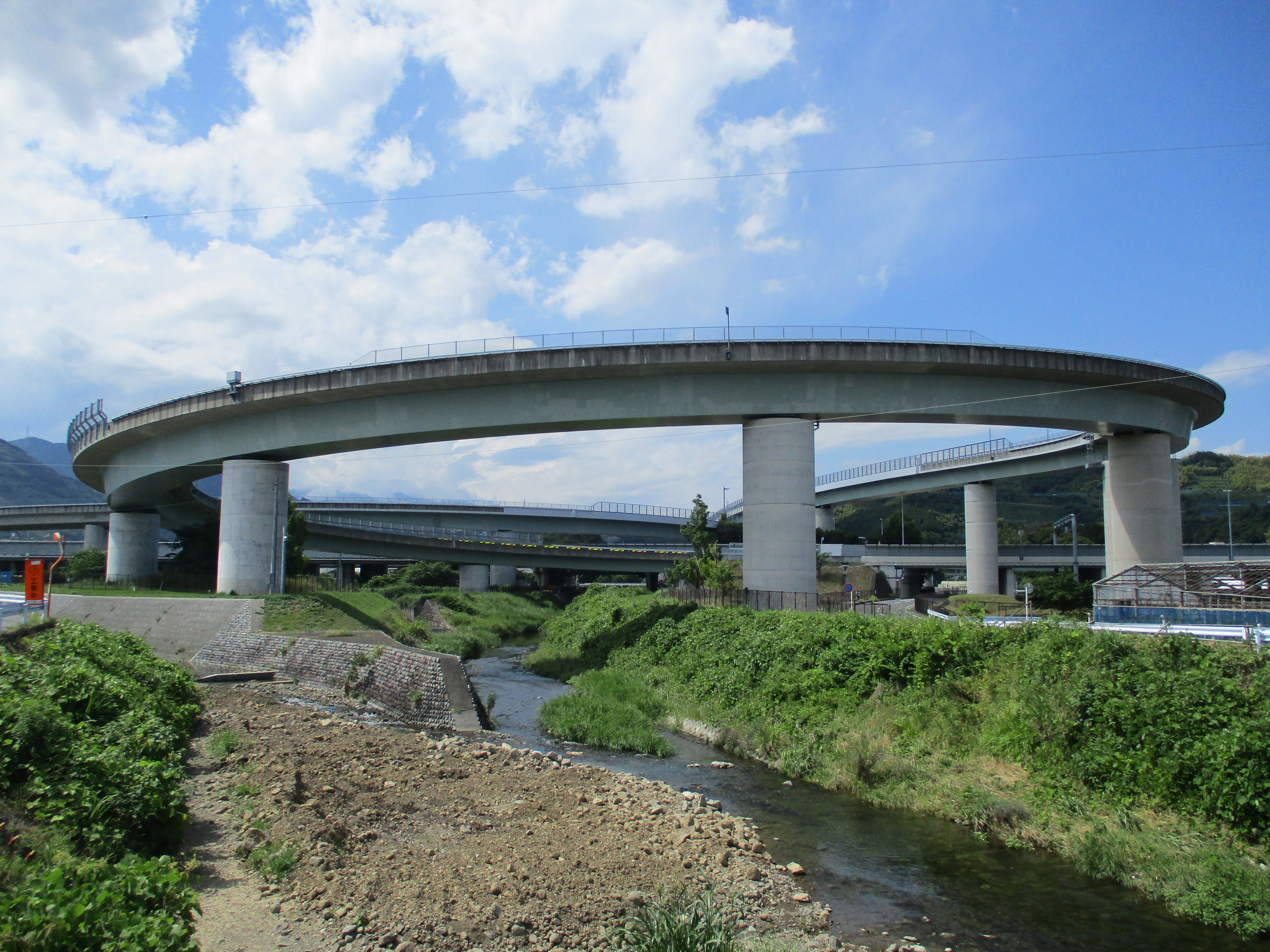
東名から清水連絡路へ向かう、急カーブのランプウェイ。（2022年6月撮影）
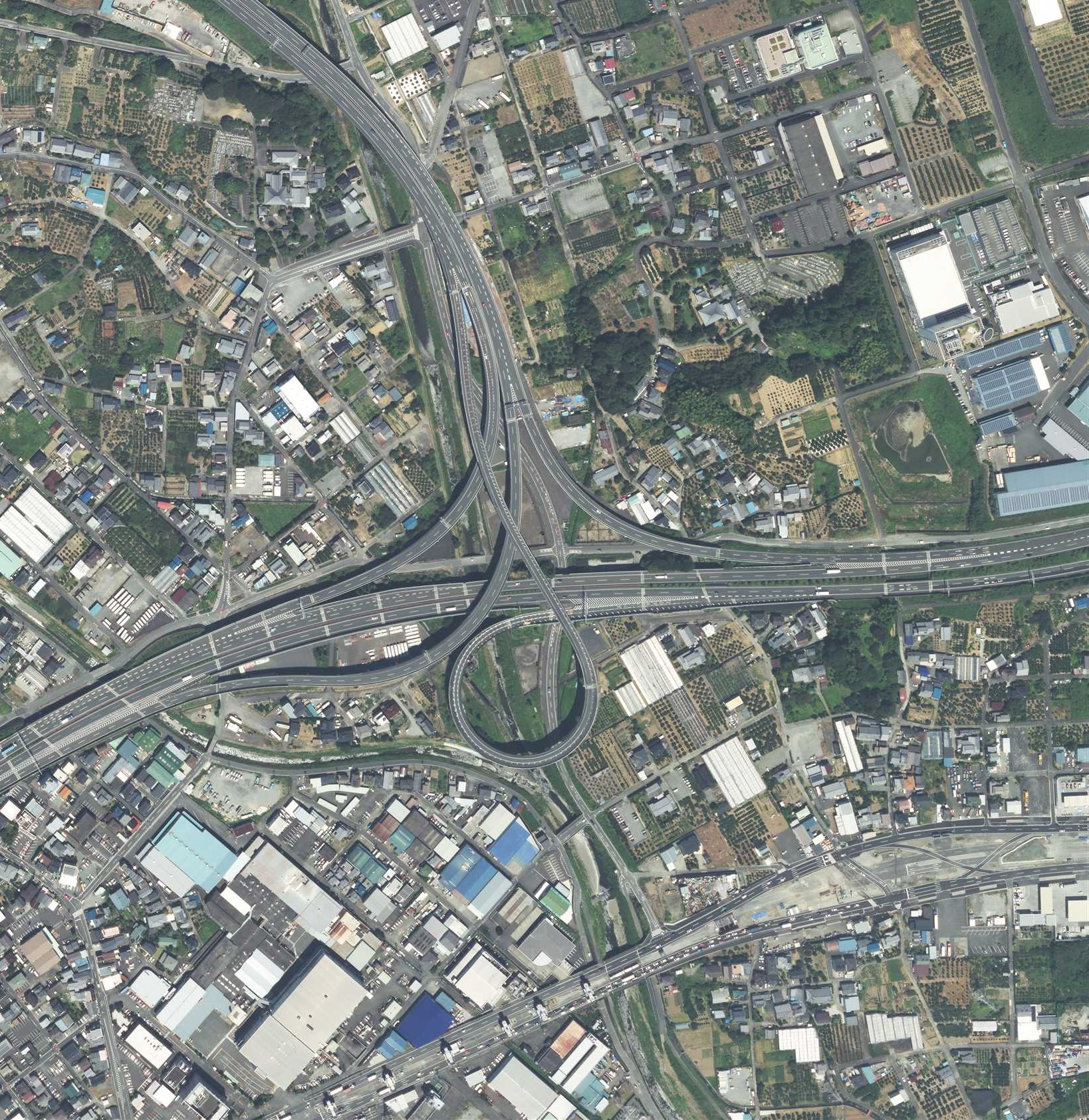
空中写真。
国土交通省 国土地理院 地図・空中写真閲覧サービスの空中写真を基に作成。（2020年8月撮影）

## 隣
E1 東名高速道路
(9) 富士IC - (9-1) 富士川SA/SIC - 由比PA - (9-2) 清水JCT - (10) 清水IC
E52 新東名高速道路清水連絡路
(9-1) 清水いはらIC - (9-2) 清水JCT